# Будз Микола Юрійович
Мико́ла Ю́рійович Будз (20 лютого 1964, Старі  Кути, Косівський район, Івано-Франківська область — 24 листопада 2014, Харків, Україна) — капітан Збройних сил України, учасник війни на сході України, командир взводу, 128-а окрема гірсько-піхотна бригада.

## Життєпис
Народився і виріс в селі Старі Ку́ти, на Гуцульщині. У 1989 році здобув вищу освіту інженера-механіка у Львівському сільськогосподарському інституті. Пізніше здобув другу вищу освіту в галузі будівництва. Після навчання одружився і проживав на Закарпатті в селі Чорнотисів Виноградівського району, де працював у місцевому колгоспі. Пізніше їздив на заробітки.
В час війни — доброволець. В лавах оборонців Дебальцевого перебував понад 3 місяці у складі 128-ої окремої гірсько-піхотної бригади. 23 листопада 2014 року, потрапивши під масований обстріл ворожих «градів», узяв на себе відповідальність із відведення батальйону на більш безпечні позиції. Він же організував прикриття відходу своїх бійців. Капітан зазнав осколкових поранень та забій грудної клітини, був доправлений до польового шпиталю, де йому зробили першу операцію. Далі був шпиталь в Артемівську — і ще  одна операція. Звідти його перевели до Харківського шпиталю, він був прооперований, проте наступного дня ввечері помер — відірвався тромб.
Вдома залишилися дружина та двоє дорослих синів. Похований у Чорнотисові.

## Нагороди та вшанування
За особисту мужність і героїзм, виявлені у захисті державного суверенітету та територіальної цілісності України, вірність військовій присязі під час російсько-української війни:
- нагороджений орденом Богдана Хмельницького III ступеня (26.2.2015, посмертно);
- 18 грудня 2015 року на будівлі рідної школи Миколи Будза, нині Старокутський ліцей, в честь нього відкрили та освятили меморіальну дошку;
- в жовтні 2016-го на будівлі Чорнотисівської сільради відкрито меморіальну дошку Миколі Будзу, його іменем пойменовано одну з вулиць села.